# Andreas Møller (maler)
 Der er flere personer med dette navn, se Andreas Møller.
Andreas Møller (30. november 1684 i København – efter 1752, måske 1762 i Berlin) var en dansk portræt- og miniaturmaler.
Andreas Møller var søn af Frederik IV's tegnelærer Daniel Møller. Allerede som ungt menneske var han i udlandet, Spanien, Østrig, Tyskland, England, og vandt snart navn som en dygtig kunstner. Navnlig i England opholdt han sig længe, blev en halv eller hel englænder og kaldes derfor ofte "Engelske Møller". I Wien malede han 1737 fem miniaturportrætter på elfenben af Karl VI og gemalinde, af Maria Theresia og to andre ærkehertuginder; året efter var han igen i København, hvor han malede kronprinsen den senere Frederik V i legemsstørrelse. Sophie Magdalene yndede ham meget og holdt ham for en af tidens ypperste miniaturemalere. Det er uvist, om "de italienske Skjønheder", der i Frederik IV's tid maledes til Frederiksberg Slot, er af ham. Til sidst slog Møller sig ned i Berlin, hvor han skal være død 1762. Han var, siges der, en alsidig dannet mand, "men en slet Patriot".
- Maria Theresia som pige, malet af Andreas Møller i 1727